# Belgorods flag
|  | Sammenskrivningsforslag Artiklen Belgorods flag er foreslået føjet ind i Belgorod. (Siden januar 2023) Diskutér forslaget |

Belgorods flag er et af de officielle symboler (sammen med våbenskjoldet) for byen Belgorod i Belgorod-regionen i Den Russiske Føderation. Flaget er et symbol på sammenhold og samarbejde mellem byens indbyggere.
Det nuværende flag blev godkendt den 22. juli 1999 ved Belgorods byråds beslutning № 321 og blev optaget i det statslige heraldiske register i Den Russiske Føderation med tildeling af registreringsnummer 978 i 2002.

## Beskrivelse
Flaget for byen Belgorod (blåt lærred med en hvid stribe forneden) viser en gul løve, der står på bagbenene, med en hvid ørn, der svæver over den. Byens symbolik er mere end 300 år gammel og stammer helt tilbage fra Peter den Stores regeringstid. Den russiske zar gav våbenskjoldet til borgerne i Belgorod til minde om sejren over svenskerne i slaget ved Poltava (1709). I 1712 blev dette emblem vist på et banner fra Belgorod-regimentet, der havde besejret fjenden, og i 1727 blev det et symbol på en nyoprettet provins.

## Historie
For første gang dukkede Belgorods emblem, der viser en gylden løve og en ørn over den, op på kompagnibannerne fra Belgorod infanteriregimentet, der blev fremstillet i våbenkammeret i 1712, og lidt senere på bannerne fra Belgorod garnisonsregimentet.
Placeringen på våbenskjoldets heraldiske skjold af en gylden løve og over den en enhovedet ørn er forbundet med en specifik historisk begivenhed: Belgorodianernes værdige deltagelse i Belgorod-hærens feltregiment i den nordiske krig 1700-1721 og især demonstreret mod og tapperhed af belgorodiske infanterister (fuselere og grenadører) i slaget ved Poltava 27. juni (8. juli) 1709, som endte med et fuldstændigt nederlag til svenskerne.
Løven i Belgorods våbenskjold legemliggør det besejrede Sverige - billedet af løven var på Karl XII's kongelige banner, og ørnen var afbildet på banner af lederen af de russiske tropper - zar Peter I.
Den danske udsending ved Peter I's hof, Justus Juul, der i sine "Noter" beskriver et storslået fyrværkeri, arrangeret i hovedstaden den 1. januar 1710 i anledning af sejren i slaget ved Poltava, vidner blandt de mange attributter for festlighederne om et langt banner med følgende indskrifter under tegninger: "A. B. Løven, der forlader dette bjerg, var svenskernes våbenarsenal... D... ...En søjle med en krone, der repræsenterer den russiske stat, som løven nærmede sig... F. Så viste ørnen sig for at beskytte denne søjle og viste Ruslands hær og dens løve Perun (eller ildpile) med stor torden ..." 